# Franz Gerwin
Franz Gerwin (* 9. Juni 1891 in Lünen; † 28. März 1960 in Bochum) war ein deutscher Maler. Sein Werk entsprach der nationalsozialistischen Vorstellung von „Deutscher Kunst“.

## Leben und Wirken
Gerwin studierte an der Kunstgewerbeschule Dortmund und der Kunstschule Berlin. Ab 1936 leitete er das Haus der Kunst in Dortmund, das 1941 in Haus der bildenden Künste umbenannt wurde. Sein Werk umfasst hauptsächlich Motive aus der Welt der Technik und Industrie sowie Wehrbauten, aber auch Landschaften und Bauerngemälde. So schuf er viele Bilder seiner Heimatstadt Lünen und Aquarelle von Landschaften und Orten jenseits der Alpen und Pyrenäen. Er stellte zwischen 1935 und 1944 in der jährlich stattfindenden Großen Westfälischen Kunstausstellung in Dortmund aus und war auch in der Großen Deutschen Kunstausstellung zwischen 1937 und 1944 mit 26 Bildern vertreten. Zu den hier ausgestellten Werken zählten Reichswerke Hermann Göring (1940) und Zerstörte Kokerei bei Dnjepropetrowsk (1943). Über 30 seiner Werke waren bei der Ausstellung Kunst und Technik in Dortmund 1942 zu sehen. Adolf Hitler kaufte 1938 Gerwins Bild Kokerei. 1944 wurde Gerwin in die sogenannte Gottbegnadeten-Liste der für den NS-Kulturbetrieb unentbehrlichen Künstler aufgenommen.
Seine Heimatstadt Lünen ehrte ihn 1999, indem sie eine Straße der Stadt nach ihm benannte.
Das Museum der Stadt Lünen zeigte vom 7. April bis 11. August 2013 einige ausgewählte Werke Gerwins.